# Adnan Oktar
Adnan Oktar, även känd som Harun Yahya, född 2 februari 1956 i Ankara, är en turkisk författare och kreationist.
Han har skrivit ett stort antal böcker under pseudonymen Harun Yahya. Hans böcker handlar om islam, islamisk kreationism, kritik mot darwinism, med mera. Många av hans böcker sprids gratis på internet.
Oktar syns också på den egna TV-kanalen A9 TV. Där syns han ofta tillsammans med unga vackra, blonderade och hårt sminkade, kvinnliga anhängare.
Oktar har beskrivits som en "sektledare". Hans kreationistiska organisation Bilim Araştırma Vakfı (BAV) har gått till hårt angrepp mot akademiker som undervisat i evolutionsläran. 1999 vann sex professorer ett mål mot BAV, som kallat dem "maoister" för att de undervisat om evolution. Han har vid flera tillfällen lyckats få turkiska myndigheter att blockera tillgång till vissa webbplatser. Bland annat blockerades bloggportalen Wordpress och Richard Dawkins webbplats. BAV har varit framgångsrika med att sprida islamisk kreationism i Turkiet.
2021 dömdes Oktar till 1075 års fängelse för bland annat bedrägeri och sexuella övergrepp.